# اوریان اوندونو
اوریان اوندونو (انگلیسی: Oriane Ondono؛ زادهٔ ۱۴ آوریل ۱۹۹۶) بازیکن هندبال زن جمهوری کنگویی‌تبار اهل فرانسه است.